# هو كيلد بروس لي
هو كيلد بروس لي أو من قتل بروس لي (بالإنجليزية: Who Killed Bruce Lee) هي فرقة روك بديل-إندي روك-إليكترو لبنانية. تكونت الفرقة في لبنان سنة 2010 وتضم: وسيم بو ملهم، حسيب درغام، باسكال سركيس ومالك رزق الله.

## التاريخ
بدأت قصة ميلاد الفرقة بالصداقة القوية ما بين الأربعة، حيث تعرفوا على بعضهم البعض لسنوات عدة وكانوا يعزفون في فرق مختلفة إلى أن حصل التناغم في ما بينهم ليؤسسوا الفرقة سنة 2010. استمرت الفرقة في تأدية أغاني نسخ غلاف قبل أن تصدر 5 أغان خاصة بها من نوع أسطوانة مطولة في 2012.
شاركوا في أول فعاليات مصارعة موسيقية لريد بول في الشرق الأوسط، في مواجهة حماسية مع الفرقة اللبنانية مشروع ليلى.
أصدرت الفرقة في 2013، أول أغنية منفردة لها لألبوهم القادم، «روم فور ثري» أي «غرفة لثلاثة».
في أكتوبر 2014، دعيت الفرقة لكتابة وتسجيل أغاني ألبومها الجديد في محطة أستيدو ريد بول بباريس

## التسمية
تقول الفرقة أن النكات الحميمية والأحاديث التي لا فائدة منها التي كان يتبادلها أعضاء الفريق كان لها الفضل في إنجاب اسم الفرقة (من قتل بروس لي).

## ديسكوغرافيا

### ألبوم
- هو كيلد بروسلي - أسطوانة مطولة - 2013

### أغاني منفردة
- روم فور ثري - أغنية منفردة - 2014
- جيبسي كينع - أغنية منفردة - 2015

## روابط خارجية
- هو كيلد بروس لي على موقع ميوزك برينز (الإنجليزية)

- الموقع الرسمي